# Santa María del Mar (Santa Cruz de Tenerife)
Santa María del Mar es una entidad de población del municipio de Santa Cruz de Tenerife, en la isla de Tenerife —Canarias, España—. 
Se encuadra administrativamente en el distrito Suroeste.

## Características
El barrio queda delimitado al norte por la carretera de Santa María del Mar y la calle del Columbrete, al este por la autopista del Sur, al sur por el cauce del barranco de Los Pocitos, y al oeste por la calle del Molino.
Se localiza a diez kilómetros del centro de Santa Cruz, alcanzando una altitud media de 246 m s. n. m. y ocupando una superficie de 0,37 km².
Santa María del Mar cuenta con una iglesia, encontrándose el resto de infraestructuras de la zona en el vecino barrio de Alisios, así como en Añaza.
En las proximidades del barrio se encuentra un importante yacimiento arqueológico de la cultura guanche, con muestras de grabados rupestres. Este yacimiento fue declarado en 1999 Bien de Interés Cultural en la categoría de zona Arqueológica sobre la base de la Ley de Patrimonio Histórico de Canarias.

## Historia
El barrio comenzó a surgir hacia 1965, perteneciendo en origen al municipio de El Rosario hasta que en 1972 fue cedido a la capital ante la necesidad de expansión de esta.

## Demografía
| Año        | 2000  | 2001  | 2002  | 2003  | 2004  | 2005  | 2006  | 2007  | 2008  | 2009  | 2010  | 2011  | 2012  | 2013  | 2014  | 2015  | 2020  |
| ---------- | ----- | ----- | ----- | ----- | ----- | ----- | ----- | ----- | ----- | ----- | ----- | ----- | ----- | ----- | ----- | ----- | ----- |
| Habitantes | 1 903 | 1 905 | 1 921 | 1 894 | 1 851 | 1 824 | 1 817 | 1 759 | 1 731 | 1 702 | 1 636 | 1 638 | 1 446 | 1 423 | 1 401 | 1 385 | 1 023 |

## Fiestas

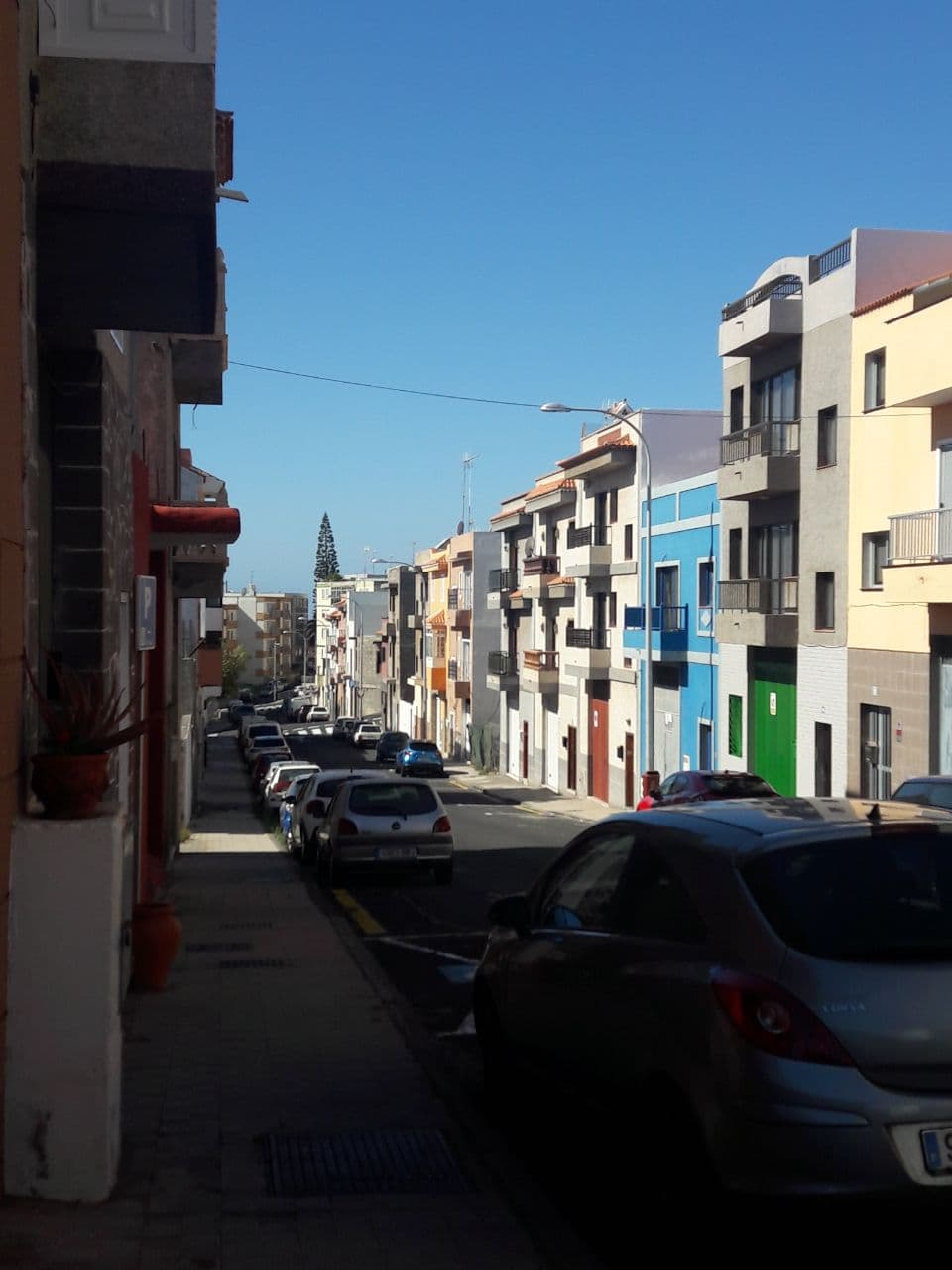
Una de las calles de Santa María del Mar.

El barrio celebra sus fiestas patronales dedicadas a Santa María del Mar, el último domingo del mes de septiembre.

## Comunicaciones
Se llega al barrio principalmente por la autopista del Sur TF-1 y por la carretera general del Sur TF-28.

### Transporte público
En autobús —guagua— queda conectado mediante las siguientes líneas de TITSA: 
| Línea | Trayecto                                                            | Recorrido     |
| ----- | ------------------------------------------------------------------- | ------------- |
| 127   | Taco - Güímar (por Barranco Hondo y Candelaria)                     | Horario/Línea |
| 933   | Taco - Barranco Grande - Cruce Sta. María - El Tablero              | Horario/Línea |
| 934   | Intercambiador - Taco - Sta. María del Mar - Añaza - Intercambiador | Horario/Línea |
| 936   | Intercambiador - Añaza - Sta. María del Mar - Taco - Intercambiador | Horario/Línea |

## Galería

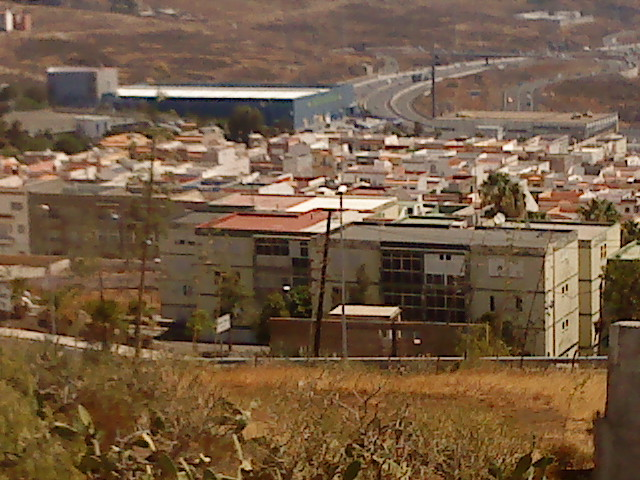
Santa María del Mar desde Cuevas Blancas. Al fondo la Autopista del Sur.
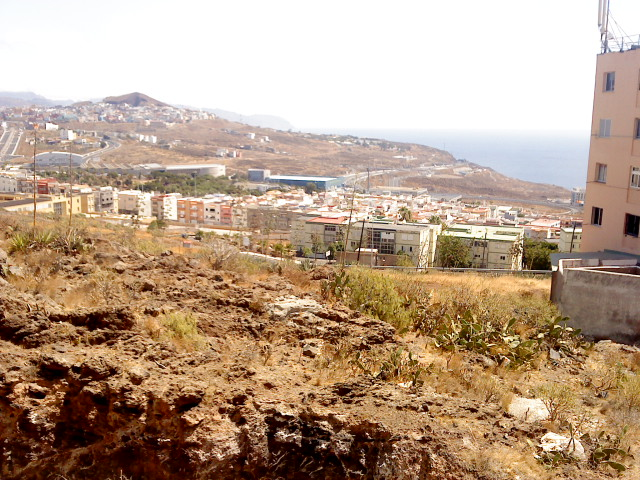